# 另类电台榜
另类电台榜 （英文：Alternative Airplay，以前称为现代摇滚曲目榜/Modern Rock Tracks (1988年-2009年) 和另类歌曲榜/Alternative Songs (2009年-2020年)）是一个美国音乐排行榜。这一榜单自1988年9月10日起出现在《告示牌》上，对另类摇滚和现代摇滚广播电台播放次数最多的 40 首歌曲进行排名。该排行榜最初叫做“现代摇滚曲目榜”（Modern Rock Tracks），是主流摇滚排行榜（当时称为“专辑摇滚曲目榜”）的补充，创立的由头是受到 20 世纪 80 年代末美国广播电台另类音乐爆炸式增长。在这一排行榜最初创立之后几年，榜上经常出现一些歌曲仅仅在现代摇滚和大学摇滚广播电台播放、而没有在任何地方商业广播电台播放，这里面包括许多电子和后朋克艺人的作品。渐渐地，随着另类摇滚变得更加主流（以 20 世纪 90 年代初垃圾摇滚的爆发为先锋），另类摇滚和主流摇滚广播电台开始播放许多相同的歌曲。到 2000 年代末，各种流派变得更加分化，只有有限的交叉。另类电台榜包含更多另类摇滚、独立流行音乐和流行朋克艺术家，而主流摇滚排行榜则倾向于更多带有吉他色彩的布鲁斯摇滚、硬摇滚和重金属。
这一榜单仅统计广播播放量，根据每首歌曲每周收到的点播总数计算得出排名。截至 2012 年，尼尔森广播数据系统公司每周 7 天、每天 24 小时对全美大约 80 个另类广播电台的播放内容进行监控和记录。 该榜单在1988年9月推出时总共有30个排位，在1994年9月10日扩展到40个排位。